# Szurdoklunzsest
Szurdoklunzsest románul: Lungesti, falu Romániában, Erdélyben, Kolozs megyében.

## Fekvése
Bikalat mellett fekvő település.

## Története
Szurdoklunzsest korábban Bikalat része volt, 1941-ben 98 lakossal. 1956 körül vált ki 145 lakossal.
1966-ban 139, 1977-ben 95, 1992-ben 71, a 2002-ea népszámláláskor pedig 61 román lakosa volt.

## Galéria

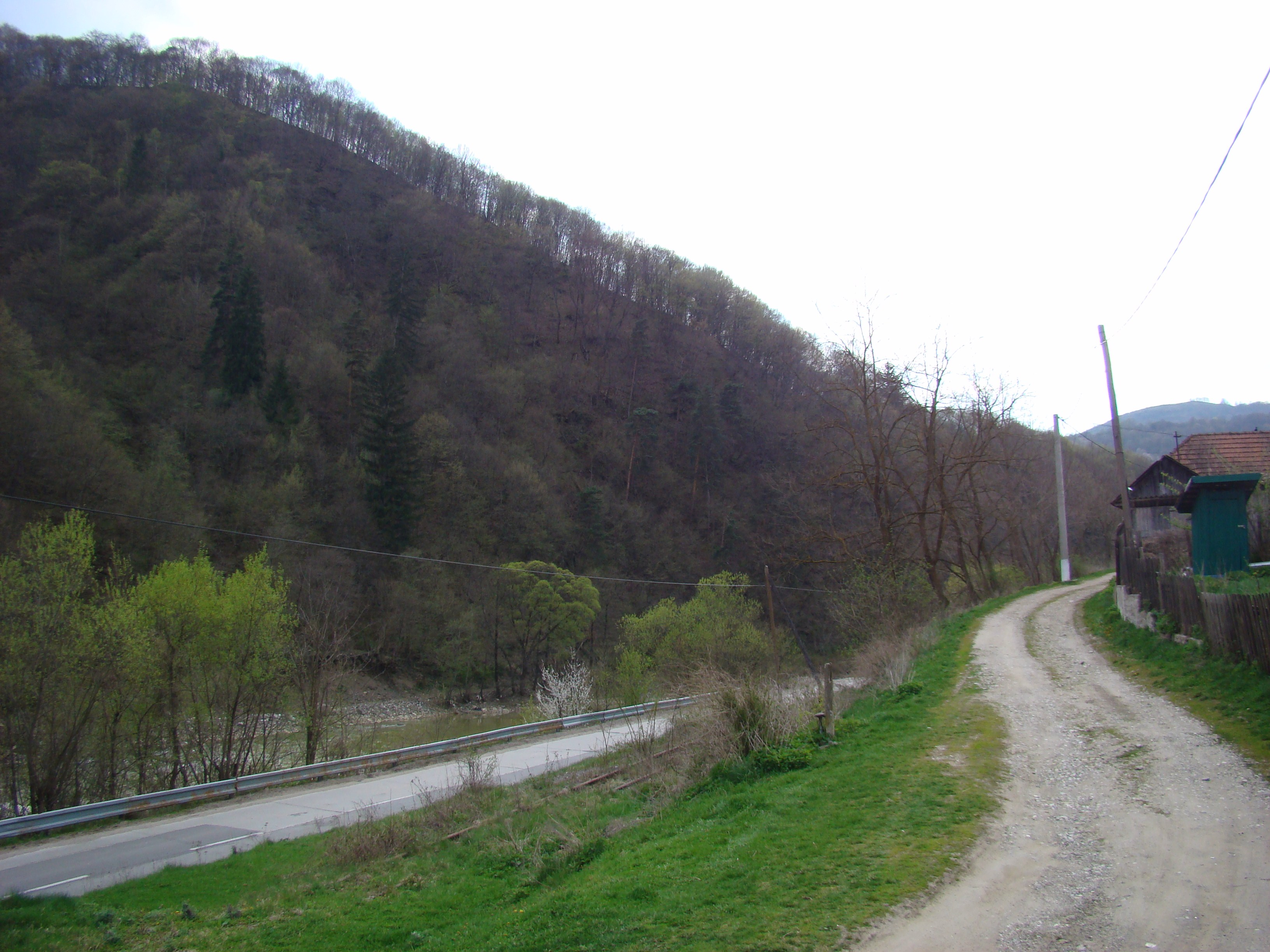
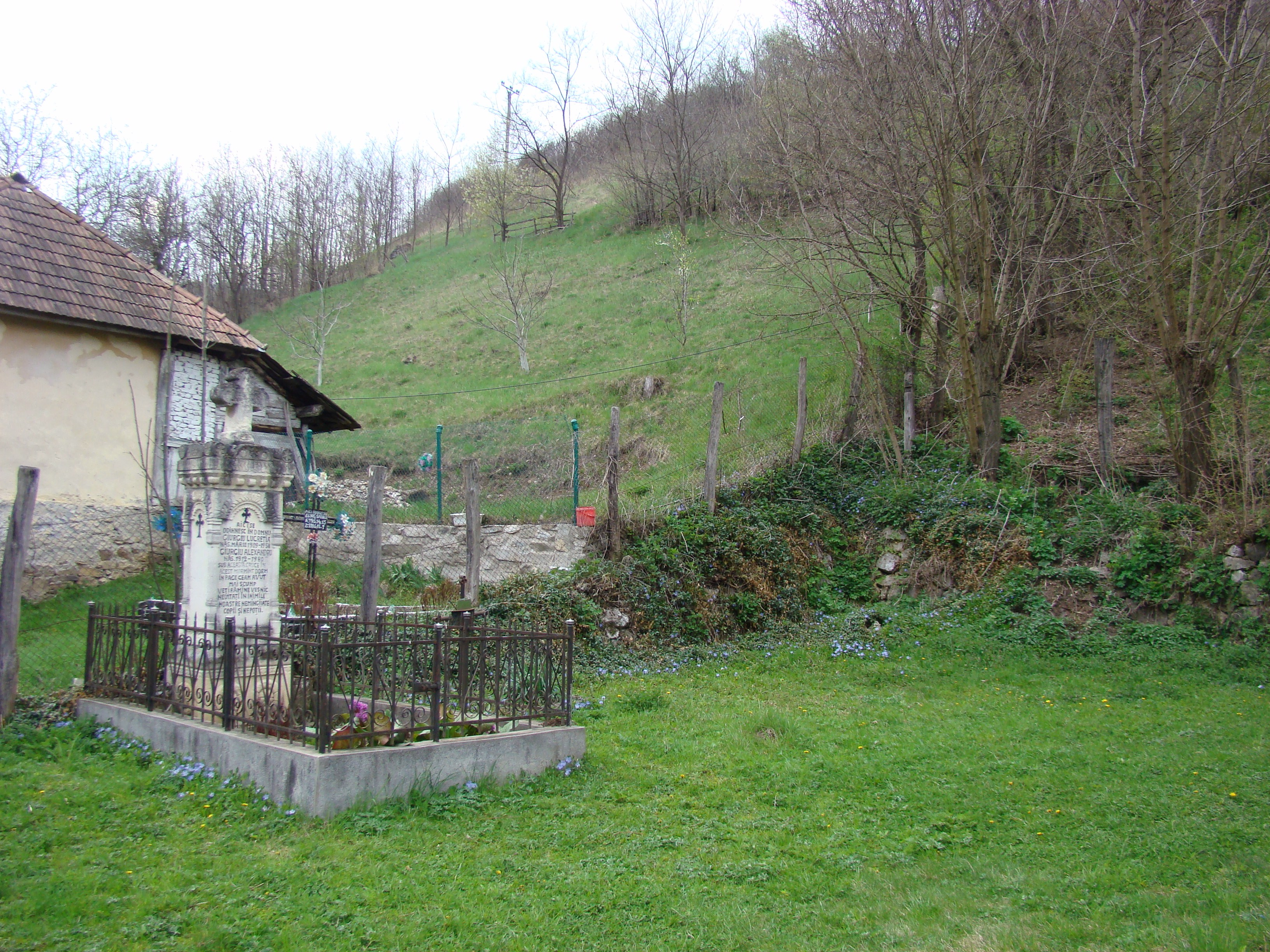
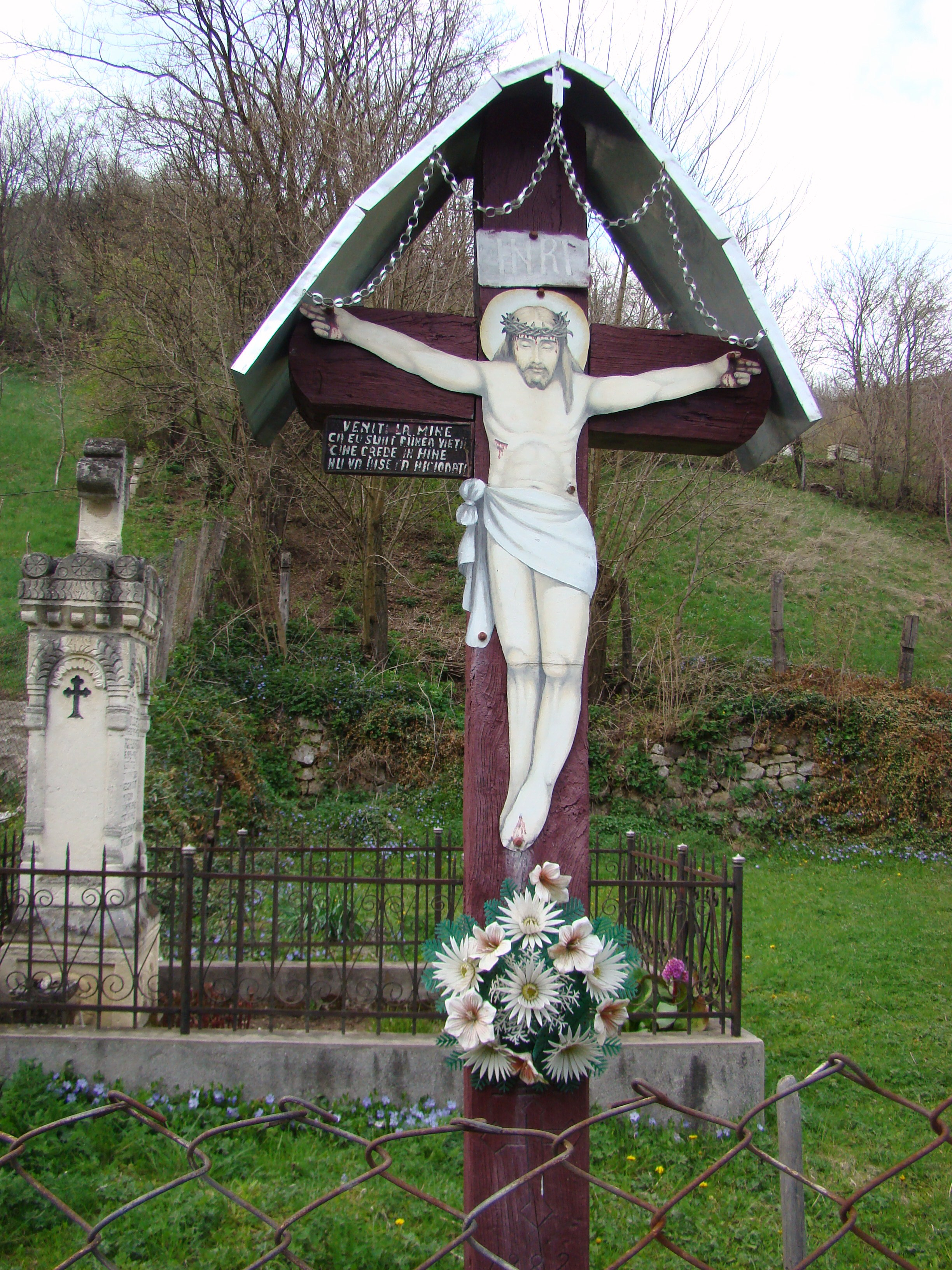